# Christian Hecht (Politiker)
Christian Hecht (* 1971 in Halberstadt) ist ein deutscher Politiker (AfD). Er ist seit 2021 Abgeordneter im Landtag von Sachsen-Anhalt.

## Leben
Nach dem Abitur an der Erweiterten Oberschule „Bertolt Brecht“ in Halberstadt im Jahr 1989 studierte er Rechtswissenschaften. Im Jahr 1995 legte er in Göttingen die erste Staatsprüfung ab, 1997 folgte in Leipzig die zweite Staatsprüfung. Seit 1998 ist er als Rechtsanwalt tätig.
Hecht ist verheiratet und Vater eines Kindes.

## Politik
Christian Hecht trat 2016 der AfD bei.
Seit 2019 hat er ein Mandat im Stadtrat Halberstadt inne und ist dort Vorsitzender der AfD-Fraktion. Ebenfalls seit 2019 ist er Mitglied des Kreistages Harz und auch dort Vorsitzender der AfD-Fraktion.
Bei der Landtagswahl in Sachsen-Anhalt 2021 kandidierte er für das Direktmandat im Landtagswahlkreis Halberstadt und auf Platz 15 der Landesliste der AfD. Er verpasste das Direktmandat bei 21,3 % der Erststimmen, zog jedoch über die Landesliste in den Landtag ein.